# Giro di Romagna 1950
Il Giro di Romagna 1950, ventiseiesima edizione della corsa, si svolse il 7 maggio 1950 su un percorso di 250 km. La vittoria fu appannaggio dell'italiano Livio Isotti, che completò il percorso in 7h07'00", precedendo i connazionali Giorgio Albani e Antonio Bevilacqua.

## Ordine d'arrivo (Top 10)
| Pos. | Corridore         | Squadra          | Tempo    |
| ---- | ----------------- | ---------------- | -------- |
| 1    | Livio Isotti      | Arbos            | 6h52'00" |
| 2    | Giorgio Albani    | Legnano          | s.t.     |
| 3    | Vito Ortelli      | Atala            | s.t.     |
| 4    | Giuseppe Minardi  | Legnano          | s.t.     |
| 5    | Aldo Ronconi      | Benotto          | s.t.     |
| 6    | Luciano Chiti     | Ganna            | s.t.     |
| 7    | Vittorio Rossello | Taurea           | s.t.     |
| 8    | Danilo Barozzi    | Cimatti          | s.t.     |
| 9    | Sergio Pagliazzi  | Arbos            | s.t.     |
| 10   | Selvino Selvatico | Wilier Triestina | s.t.     |